# Priroda
Module de l'ISS

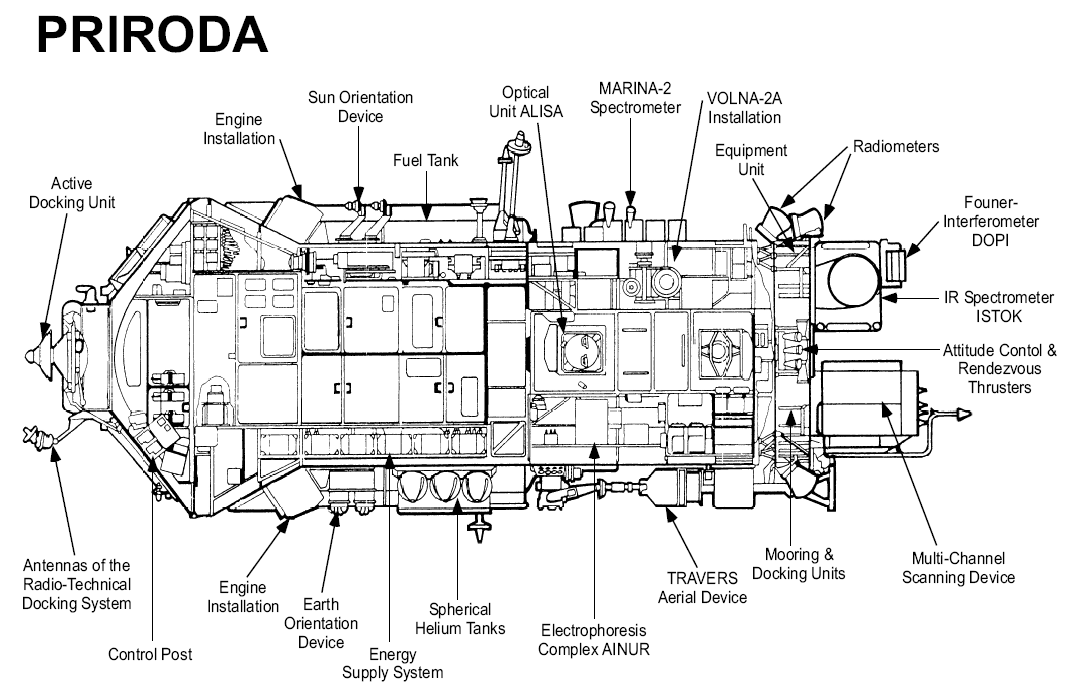
Configuration du module Priroda.

Priroda (Природа en russe signifie « Nature ») est le septième et dernier module permanent fixé sur la station spatiale Mir en 1996 afin de compléter son extension. Le lancement du module est effectué par une fusée Proton le 23 avril 1996 et l'amarrage à la station spatiale a lieu le 26 avril. La fonction principale du module était de mener des expériences d'observation de la Terre et de recherche en géophysique. Priroda est resté 1 794 j et 18 h en orbite.

## Description

Vue schématique du module Priroda.

Le module est conçu à la fin des années 1980 par le constructeur russe Energia puis construit et assemblé sur le site de GNPKZ Krounitchev entre 1989 et 1991.
Il était à l'origine prévu pour une utilisation civile et militaire de la surveillance de la Terre. L'inconstance des intérêts politiques ont notamment retardé sa construction. Le module devait transporter un panneau solaire dépliable mais les retards ont entraîné son annulation. Le lancement initialement prévu en 1991 est finalement repoussé à 1992. Les évènements politiques survenus cette année-là, avec l'effondrement de l'Union soviétique compromettent grandement l'achèvement du module. Un accord est trouvé en 1993 entre les États-Unis et la Russie sur un programme spatial civil et la NASA accepte de financer sa participation sur la station ainsi que la fin de la construction de Priora et du module Spektr.
Le module possède deux systèmes de propulsion, l'un pour corriger l'orbite durant le vol vers Mir, l'autre pour la stabilisation durant la phase d'amarrage à la station. Les autres systèmes sont alimentés durant le vol par deux séries de batteries. Le module se répartit en deux compartiments, l'un contient de l'équipement scientifique et des composants pour le système de propulsion, l'autre est la partie principale qui sert d'habitation et de travail. La mission de Priroda comportait des études d'observations de la Terre. Partagées par 12 pays, les expériences scientifiques balayaient les spectres micro-onde, visible, proche infrarouge et infrarouge à l'aide de méthodes actives et passives (des radiomètres et des instruments optiques).

## Lancement et installation
Le module a quitté sa zone de stockage au début de l'année 1994, il est livré pour un test final en novembre 1995, puis arrive à Baïkonour en janvier 1996. Prévu le 10 mars, le lancement est reporté plusieurs fois pour des raisons techniques et logistiques. Le 23 avril 1996, le module Priroda est lancé vers Mir par une fusée Proton de la base de lancement de Baïkonour (11:48 UTC) pour un vol orbital de 3 jours. Durant le vol, en raison d'un problème de connexions électriques, seule une des deux batteries du système électrique permettant d'effectuer l'amarrage automatique était opérationnelle. Si aucune des deux n'avait fonctionné, un amarrage manuel aurait dû être effectué par l'équipage. Finalement, le système automatique de guidage kours a parfaitement fonctionné et a permis l'amarrage du module sur le port -X de la station le 26 avril. Le lendemain, l'équipage de Mir a repositionné le module sur le port d'amarrage +Z à l'aide du bras robotisé Lyappa. Par cette dernière manœuvre, la station prend alors sa configuration finale avec ses six modules principaux et son module d'amarrage. Le système électrique du module a été connecté à celui de la station, les batteries défectueuses ont été retirées par l'équipage et placées dans le Progress-M qui doit se détruire dans l'atmosphère terrestre.

## Instruments
Le module était équipé de :
- Unité d'électrophorèse Ainur ;
- Unité semi-conductrice Korund 1MP ;
- Radiomètres à micro-ondes Ikar N nadir - longueurs d'onde de 0,3, 0,8, 1,35, 2,25 et 6,0 micromètres, résolution allant jusqu'à 60 km ;
- Système de radiomètre à balayage à micro-ondes Ikar D - balayage à 40 degrés avec une bande de 400 km. Longueurs d'onde 4,0, 0,3, 0,8, 1,35 micromètre, résolution jusqu'à 5 km ;
- Radiomètres à hyperfréquences Ikar P - 2,25, longueurs d'onde de 6,0 micromètres, 750 km de bande, résolution jusqu'à 75 km ;
- Spectroradiomètre IR Istok 1 - longueurs d'onde comprises entre 4,0 et 16,0 micromètres, bande de 7 km, résolution de 0,7 × 2,8 km ;
- Spectromètre Ozon M - utilisé pour les profils ozone/aérosol. 160 canaux entre 0,257 et 1,155 micromètre, résolution verticale de 1 km ;
- Travers Synthetic Aperture Radar - 1,28 à 3,28 GHz, bande de 50 km, angle de vision de 38 degrés, résolution de 50 m ;
- Alissa lidar - hauteur de nuage mesurée, structure, propriétés optiques. Résolution verticale de 150 m, résolution horizontale de 1 km ;
- Spectromètre MOS-Obzor - profil aérosol mesuré et réflectance de l'océan. 17 canaux de 0,750 à 1,01 micromètre, 80 km de bande, résolution de 700 m ;
- Scanner optique haute résolution MSU-E2 - résolution 10 m, 3 canaux de 0,5 à 0,9 micromètre ;
- Interféromètre DOPI - étudie les gaz et les aérosols. 2,4 à 20 micromètres ;
- Altimètre océanique Greben - résolution 10 cm, 13,76 GHz, bande de 2,5 km, visualisation au nadir ;
- Récepteur Centaur 400 MHz - utilisé pour collecter les données des bouées océaniques ;
- Imageur de Terre MOMS 02P - 4 canaux entre 0,440 et 0,810 micromètre. Données multi spectrales, stéréo ou haute résolution, résolution de 6 km. Instrument allemand, initialement embarqué à bord du Spacelab D2 sur Shuttle.